# Индастриал-рок
Индастриал-рок (от англ. Industrial rock — промышленный рок) — музыкальный жанр, вобравший в себя элементы индастриала, рока и электронной музыки. Возник в конце 1970-х годов в Великобритании и США.

## Характеристика
Одними из основоположников жанра являются музыкальные коллективы пост-панка такие как Killing Joke, Swans, Public Image Ltd и Big Black. Особую популярность индастриал-рок приобрёл в 1990-е. Большой коммерческий успех имели группы Nine Inch Nails, KMFDM, Filter, Orgy и Ministry.
Исполнители индастриал-рока используют музыкальные инструменты, характерные и для других поджанров рок-музыки (гитара, бас-гитара, ударные), однако основным отличием является активное использование синтезаторов, секвенсоров, семплеров и драм-машин наряду с различными способами искажения звука.
Существует также родственный жанр индастриал-метал, который часто путают с индастриал-роком. Индастриал-метал образовался в конце 1980-х предположительно в США и Великобритании в результате слияния индастриала и хеви-метала. Для этого направления характерно использование гитарных риффов хеви-метала, синтезатора, сильно искажённого звука гитар и дисторшн-вокала.